# Grodzisko
Grodzisko (deutsch: Grodisko, 1936–1945 Burghof) ist ein Ort in der Gemeinde Strzelce Opolskie im Powiat Strzelecki der Woiwodschaft Opole in Polen.

## Geographie
Das Straßendorf Grodzisko liegt etwa 12 Kilometer nordwestlich von Strzelce Opolskie (Groß Strehlitz) und 24 Kilometer östlich von Opole (Oppeln) in der Nizina Śląska (Schlesischen Tiefebene).
Ortsteile von Grodzisko sind Breguła (Bregulla), Dołki und Ściegna.
Nachbarorte von Grodzisko sind im Osten Rozmierz (Rosmierz), im Süden Szymiszów (Schimischow) und im Westen Sucho-Danietz (Suchodaniec).

## Geschichte
„Grodzisko“ wurde 1429 erstmals erwähnt, ebenso die Ortskirche.
1861 zählte der Ort 406 Einwohner. 1865 waren es sieben Bauern, 24 Zinsgärtner, 40 Ackerhäusler, 22 Angerhäusler und sieben Freibauern. 1874 wurde der AmtsbezirkKadlub gebildet, dem die Landgemeinden Grodzisko, Kadlub, Oschiek und Rosmierka sowie die Gutsbezirke Grodzisko, Kadlub Vorwerk, Oschiek und Schimonia Vorwerk eingegliedert wurden.
Bei der Volksabstimmung in Oberschlesien am 20. März 1921 stimmten 126 Wahlberechtigte für einen Verbleib bei Deutschland und 228 für Polen. Grodisko verblieb beim Deutschen Reich. 1933 lebten im Ort 704 Einwohner. Am 4. Juli 1936 wurde Grodzisko in Burghof umbenannt. 1939 wurden 775 Einwohner gezählt. Bis 1945 befand sich der Ort im Landkreis Groß Strehlitz.
Als Folge des Zweiten Weltkriegs fiel Grodzisko/Burghof 1945 mit dem größten Teil Schlesiens an Polen. Nachfolgend wurde es in Grodzisko umbenannt. Die deutsche Bevölkerung wurde, soweit sie nicht vorher geflohen war, weitgehend vertrieben. Die neu angesiedelten Bewohner waren teilweise Zwangsumgesiedelte aus Ostpolen, das an die Sowjetunion gefallen war.
1945–1950 gehörte Grodzisko zur Woiwodschaft Schlesien, anschließend wurde es der Woiwodschaft Opole zugewiesen. Seit 1999 gehört es zum Powiat Strzelecki.

## Sehenswürdigkeiten
- Die römisch-katholische Kirche St. Katharina (Kościół św. Katarzyny) wurde 1812 errichtet. Ein hölzerner Kirchenbau wurde  1429 und 1516 erwähnt. 1924 wurde der steinerne Bau erweitert.[5] Der Kirchenbau steht seit 1966 unter Denkmalschutz.[6]
- Schulgebäude aus Backstein
- Denkmal für Papst Johannes Paul II.
- Statue mit dem hl. Florian
- Katholischer Friedhof mit erhaltenen deutschen Grabmälern
- Steinerne Wegekreuze

## Vereine
- Deutscher Freundschaftskreis
- Freiwillige Feuerwehr OSP Grodzisko